# CDGVAL
Vous lisez un « bon article » labellisé en 2008.
CDGVAL (sigle signifiant « Charles de Gaulle véhicule automatique léger ») est un métro automatique de type VAL assurant un système de navettes gratuites, internes à l'aéroport de Paris-Charles-de-Gaulle, situé en France à vingt-cinq kilomètres au nord-est de Paris.
Les deux lignes en service depuis 2007 remplacent plusieurs lignes de bus de la plate-forme aéroportuaire, et empruntent pour l'essentiel l'infrastructure d'un projet avorté et coûteux de navette automatique de type SK. Elles apportent un important gain de temps aux passagers de Roissy ainsi qu'aux salariés de la plateforme aéroportuaire. Le CDGVAL est exploité et maintenu par Transdev Aéroport Liaisons pour le compte de Paris Aéroport.
Les deux lignes cumulant 4,8 km de voies et huit stations ont transporté 24,5 millions de voyages en 2019, dernière année pleine avant la pandémie de Covid-19.

## Histoire

### Le fiasco du SK 6000
L'aéroport Charles-de-Gaulle est le plus vaste d'Europe avec une superficie de 3 520 hectares et des aérogares relativement éloignées les unes des autres. Dès l'ouverture du terminal 2 en 1982, les liaisons entre aérogares, avec la gare ferroviaire de Roissypôle et les parkings éloignés s'opèrent par des bus circulant en navette, de plus en plus tributaires des encombrements croissants dans l'aéroport. Il n'est pas rare de mettre près d'une demi-heure pour relier les deux aérogares aux heures de pointe. Ce constat et la nécessité d'offrir aux passagers un mode de transport performant et moderne amènent l'entreprise gestionnaire, Groupe ADP, à concevoir un système de transports en site propre à partir de 1990.
Le système de métro automatique VAL est envisagé et les travaux d'infrastructure sont réalisés pour ce type de matériel. Mais le système de cabines SK 6000, petits véhicules entraînés par câble de la société française Soulé est finalement imposé par le pouvoir politique de l'époque à la société gestionnaire de l'aéroport, Aéroports de Paris (ADP) en 1992. Après les travaux d'adaptation de l'infrastructure, la ligne 1 est prévue pour une ouverture commerciale le 1er mai 1996. Cependant les tests d'exploitation de ce mode de navette automatique démontrent les nombreux défauts du système, inadapté à des lignes longues et sinueuses, peu fiable et incapable de remplir les objectifs de disponibilité fixés, ce qui oblige ADP à trouver une solution alternative, malgré le coût élevé de l'investissement déjà réalisé, près de cent-cinquante millions d'euros de budget public. Le projet est ainsi abandonné en juin 1999 et ADP doit d'urgence investir afin de renouveler son parc d'autobus vieillissants et perpétuer la desserte routière. La ligne 2 du SK dont l'ouverture est prévue durant l’été 1997 ne dépasse pas le stade du gros œuvre, après un investissement de près d'un milliard de francs (148 millions d'euros) de l'époque,.

### Du SAT au CDGVAL
En 2001, le groupe ADP lance un appel d'offres pour la mise en place d'un Système automatique de transport (SAT) qui est finalement remporté début 2002 par le groupement Siemens Mobility France (anciennement Matra Transport puis Siemens Transportation Systems) et Keolis et la technologie du Véhicule automatique léger est retenue, à l'instar de l'Orlyval,. Le vainqueur a été choisi au détriment du Sky train d'Alstom et du projet du groupement Bombardier Transport, Alcatel, Clemessy, Pingat et Transdev pour l'exploitation.
Le projet alors renommé RoissyVAL prévoit trois lignes, dont les deux premières reprendraient les tracés du SK mort-né :
- Ligne 1 : liaison Terminal 1 - Terminal 3/Roissypôle - Terminal 2/Gare TGV ;
- Ligne 2 : liaison interne entre les terminaux de l'aérogare 2 ;
- Ligne 3 ou Liaison Interne Satellite Aérogare : liaison entre le terminal 2E et le futur satellite d'embarquement S3.

En mai 2003, le projet évolue avec l'abandon de la ligne 2. Les travaux commencent fin 2003.

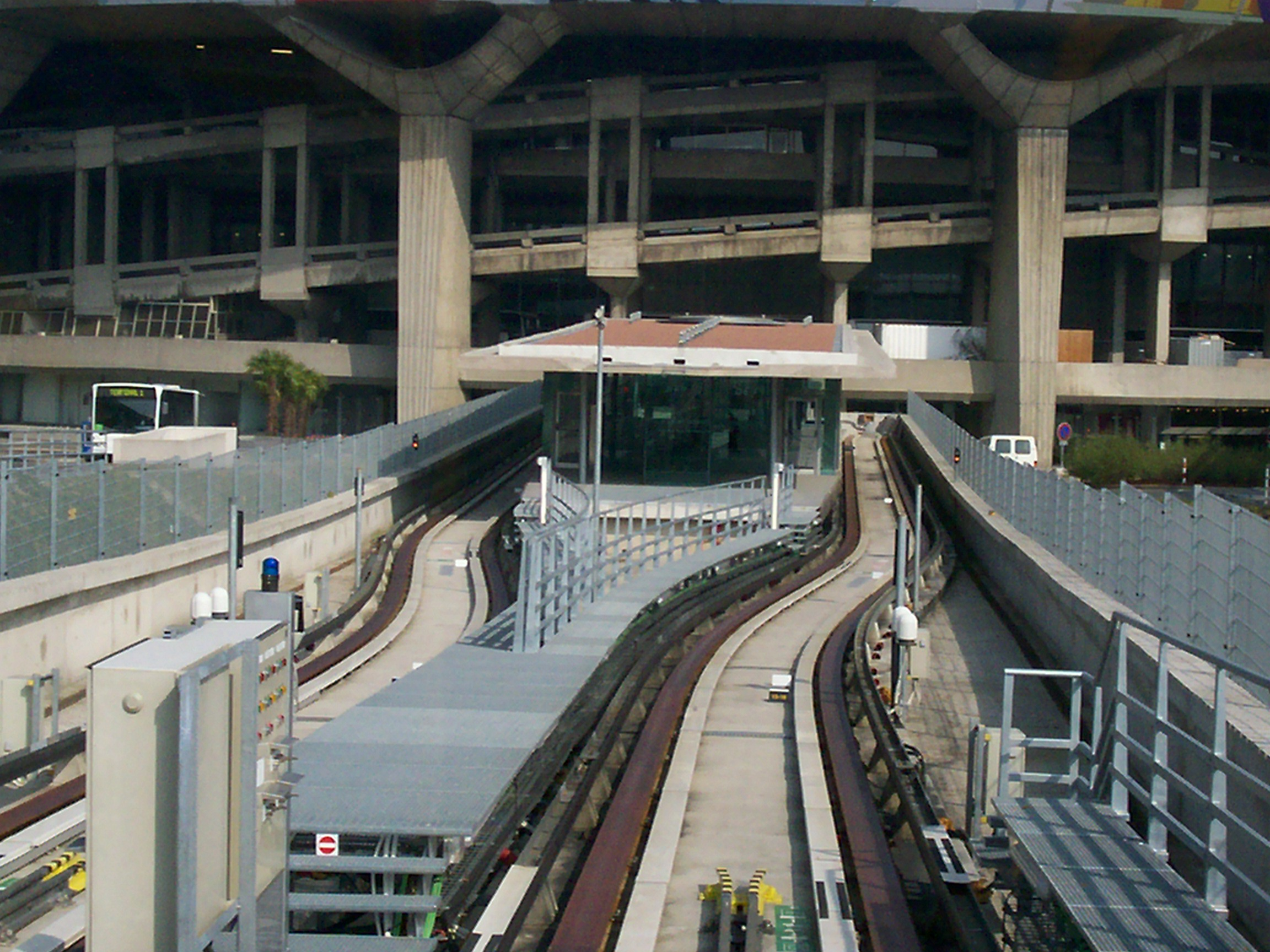
Station Terminal 1.

Les essais débutent à l'été 2006, puis la marche à blanc devait initialement débuter en octobre 2006 pour une mise en service alors prévue en décembre, soit près de dix ans après l'ouverture prévue de la ligne SK 6000, mais celle-ci n'a lieu qu'avec encore six mois de retard supplémentaire. Finalement baptisé CDGVAL, la première ligne est en service depuis le 4 avril 2007 au lendemain de son inauguration, après une quinzaine de jours de marche à blanc,.
La ligne 2, dite LISA pour Liaison Interne Satellite Aérogare, est ouverte le 27 juin 2007 avec deux stations en zone sous douane pour desservir le nouveau satellite d'embarquement S3,. Ce nouveau métro représente un élément supplémentaire à la stratégie d’ADP pour assurer son développement. Le 28 juin 2012, la ligne est prolongée de 300 m vers le satellite S4.

#### Acteurs du projet
La maitrise d'ouvrage est assurée par Aéroports de Paris (ADP) avec comme assistants Semaly-Setec, Méthodes & Pilotage et Sector. Du côté des maitres d'œuvre, on retrouve ADP pour le génie civil et Siemens Transportation Systems pour la partie systèmes de transports.
Pour la construction du CDGVAL on retrouve diverses entreprises dont, côté génie civil, Colas IDF, Demathieu & Bard, Clemessy, Cegelec et Vulcain et pour le système de transport les entreprises VIAS et Chantiers Modernes, Cegelec et Keoli.

### Développements ultérieurs
Le 7 décembre 2013, ADP publie un appel d'offres pour renouveler le contrat d'exploitation et de maintenance des deux lignes pour une durée de sept ans, renouvelable une fois pour une durée de trois ans, soit dix ans au total. La procédure négociée sera menée avec au maximum trois candidats.
En juin 2015, à la suite d'une décision du tribunal de grande instance de Paris, saisi par Keolis, l'exploitation et la maintenance du système sont confiées pour une durée de sept ans, renouvelable une fois pour trois ans, à la société Transdev, pour un montant de 100 millions d'euros.

## Tracé et stations
CDGVAL est constitué de deux lignes à double voie équipées de pistes pour roulement sur pneumatiques, pour un matériel intégralement automatique et sans conducteur.
La première ligne dessert cinq stations, reliant les trois terminaux de l'aéroport, les gares RER et TGV, et les parcs de stationnement éloignés.
La seconde ligne, appelée LISA (Liaison Interne Satellite Aérogare), relie sous douane le terminal 2E aux satellites S3 et S4.

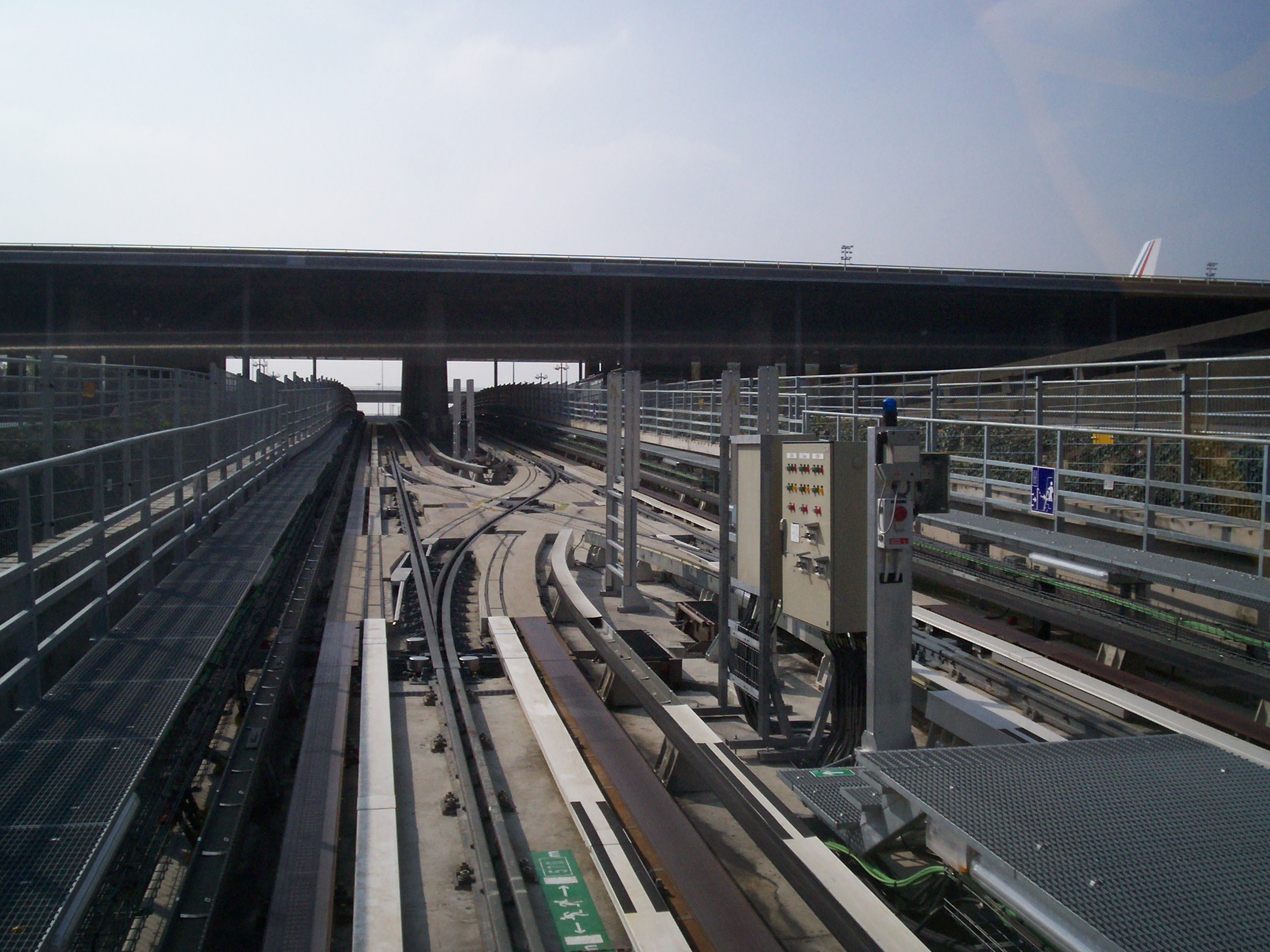
Communications croisées de la station Terminal 1, en direction du sud.

La ligne 1 naît en impasse, à l'extérieur sur le côté sud de l'aérogare 1 par une station à quai central. Son tracé se dirige plein sud encadré par les voies routières de desserte de l'aérogare 1, passe sous le taxiway A et plusieurs voies routières avant d'obliquer vers l'est. La ligne dessert alors la station à quais latéraux Parc de stationnement PR, située en tranchée entre les parkings au sud et la route des Badauds au nord. Elle file alors toujours vers l'est avec une succession de tranchées couvertes, sous diverses voies routières et deux taxiways (N et F), puis en souterrain sous plusieurs bâtiments avant de desservir la station Terminal 3 - Roissypole, possédant un quai central pour les rames se dirigeant vers le terminal 2 (vitré dans l'autre direction), et un quai latéral pour les rames en direction du terminal 1. La ligne continue son parcours vers l'est en souterrain sous plusieurs bâtiments de Roissypôle, puis repasse à l'extérieur et oblique en direction du sud. Tout droit, une voie donne accès au garage et à l'atelier d'entretien du matériel roulant. Après la station Parc de stationnement PX, située à l'extérieur en tranchée, elle se poursuit en ligne droite plein sud, passe en souterrain sous les taxiways puis achève son parcours en impasse à l'extérieur, à la station Terminal 2 - Gare, à quai central. Son parcours total de 3 500 mètres en fait la seconde plus courte ligne de VAL en France après la ligne 2 du même réseau (LISA), et une des plus courtes du monde.
La ligne 2, LISA, naît à environ cinq cents mètres à l'est du terminus sud de la ligne 1, à la station à quai central Terminal 2E (Sortie, livraison bagages, hall K) sur un isthme surélevé, collé à la façade est du Terminal 2E. Ses deux voies éloignées l’une de l’autre par une dizaine de mètres, descendent ensuite après un aiguillage sur deux viaducs inclinés afin de passer sous le Satellite S3 (Hall L) et de rejoindre sa station à quai central s’ouvrant sur l’imposant bâtiment. Les deux voies, maintenant séparées par une galerie piétonne permettant d’unir les deux satellites, se dirigent en ligne droite vers la station terminus Satellite S4 (Hall M), située sous celui-ci. Cette station a la particularité de ne pas avoir les deux quais à la même hauteur malgré le quai central (le quai 1 étant bien plus en amont que le quai 2). Après ce terminus, les voies se rejoignent avec un aiguillage permettant le rebroussement des rames, pour rejoindre le garage-atelier sur trois voies. Il comporte plusieurs voies, une pour la réserve, une pour le train de travaux, une autre dédiée à la machine à laver pouvant accueillir une rame double de 52 m et deux autres à l'opposé du tracé menant au garage atelier.. La ligne ne fait pas plus de 1 300 m.

### Stations
Les stations et rames des deux lignes sont accessibles aux personnes à mobilité réduite. Des panneaux de signalisation et un cheminement piétonnier dirigent vers les stations à partir des parcs de stationnement PR (durée réduite) et PX (longue durée).

#### Ligne 1

Plan de la ligne 1 du CDGVAL.

Tracé géographiquement exact de la ligne 1 du CDGVAL.

Les stations desservies par la première ligne, espacées d'environ 875 mètres, sont :
|  |   |  | Station                 | Lat/Long                    | Communes desservies | Correspondances                                                                      |
|  | - |  | ----------------------- | --------------------------- | ------------------- | ------------------------------------------------------------------------------------ |
|  | ■ |  | Terminal 1              | 49° 00′ 48″ N, 2° 32′ 31″ E | Mauregard           | Terminal 1                                                                           |
|  | • |  | Parking PR              | 49° 00′ 32″ N, 2° 32′ 41″ E | Roissy-en-France    |                                                                                      |
|  | • |  | Terminal 3 - Roissypole | 49° 00′ 35″ N, 2° 33′ 38″ E | Tremblay-en-France  | Terminal 3 (à 5 min) Paris par le Gare Routière Hôtels par navettes                  |
|  | • |  | Parking PX              | 49° 00′ 36″ N, 2° 34′ 14″ E | Le Mesnil-Amelot    |                                                                                      |
|  | ■ |  | Terminal 2 - Gare       | 49° 00′ 17″ N, 2° 34′ 18″ E | Le Mesnil-Amelot    | Terminaux 2A, 2B, 2C, 2D, 2E, 2F, 2G Paris par le Grandes lignes Hôtels par navettes |

#### Ligne 2 -LISA

Plan de la ligne 2 (LISA) du CDGVAL.

Tracé géographiquement exact de la ligne 2 (LISA) du CDGVAL.

Les stations desservies par la deuxième ligne, espacées d'environ 600 mètres, sont :
|  |   |  | Station                         | Lat/Long                    | Communes desservies | Correspondances |
|  | - |  | ------------------------------- | --------------------------- | ------------------- | --------------- |
|  | ■ |  | Satellite S4 (Portes M21 à M50) | 49° 00′ 17″ N, 2° 35′ 24″ E | Le Mesnil-Amelot    |                 |
|  | • |  | Satellite S3 (Portes L21 à L53) | 49° 00′ 16″ N, 2° 35′ 09″ E | Le Mesnil-Amelot    |                 |
|  | ■ |  | Terminal 2E (Portes K21 à K54)  | 49° 00′ 10″ N, 2° 34′ 41″ E | Le Mesnil-Amelot    |                 |

### Architecture

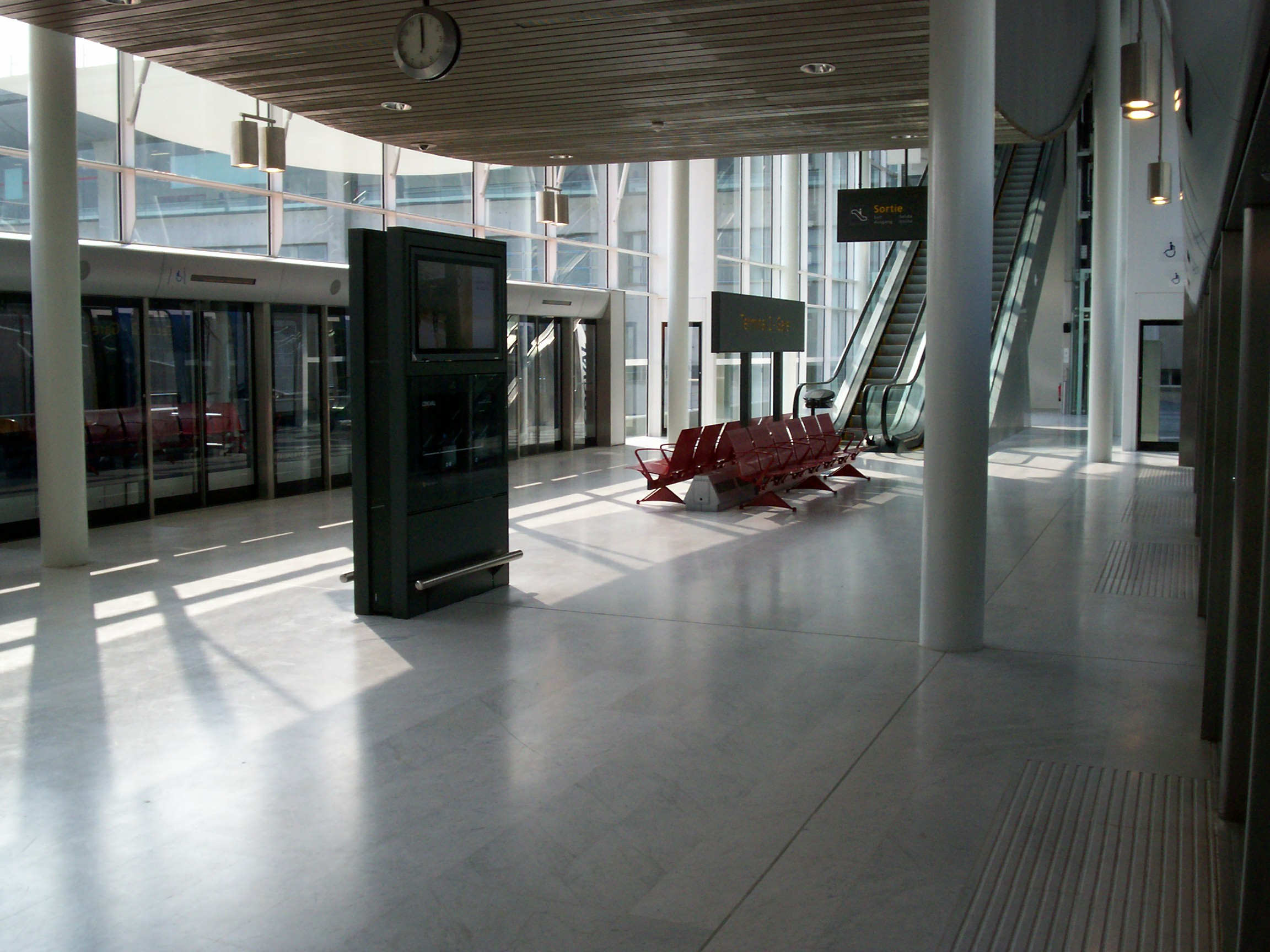
Station Terminal 2 Gare.

Les aménagements ont été conçus par l'architecte Susan Dunne.
C'est ainsi que la ligne circule pour la moitié de son parcours à l'air libre parmi des magnolias, saules, azalées et de nombreuses autres essences. La station du terminal 1, bâtie en béton et en verre, présente un oculus de toiture permettant de percevoir le terminal aéroportuaire. La station du terminal 2 présente des clins d'œil architecturaux avec la gare RER-TGV, avec son toit en zinc, sa charpente métallique et son plafond en bois. Plus largement, l'architecture repose sur un éclairage naturel et l'intégration à l'existant.

### Atelier
Chaque ligne possède son garage-atelier.
Pour la ligne 1, il est implanté vers la station Parking PX et raccordé à la ligne par une voie unique, en partie dédoublée, qui sert de base d'essai pour les tests dynamiques des rames, comme le freinage d'urgence, ainsi qu'une voie dite « d'injection » permettant d'accueillir quatre rames de vingt-six mètres[réf. souhaitée]. L'atelier est accessible par trois voies dont une non électrifiée. Il comporte deux lignes de vérins fixes dont une pour les rames devant subir des révisions utilisant certains équipements spécifiques. Le faisceau extérieur comporte une voie de garage pour quatre rames de vingt-six mètres, et une voie de lavage externe, à l'arrière de laquelle est garé le train de travaux de maintenance de la ligne,[source insuffisante].
Pour LISA, il est implanté en arrière-gare du terminus Satellite S4, et est composé de deux voies dans l'atelier dont une "double" sur la longueur pouvant accueillir deux rames sur un faisceau "interne" ; un faisceau de garage global lui fait face au niveau du raccordement avec la ligne commerciale comprenant de manière parallèle à cette dernière le garage pour un convoi et le garage du train de travaux.[source insuffisante].

## L'exploitation
Les contraintes liées à l'exploitation 21 heures sur 24, 365 jours par an ont impliqué la mise au point de modes de fonctionnement dégradés performants (voie unique temporaire, navette, terminus partiels…) qui font les particularités du système : notamment des aiguillages croisés pour passer d'une voie à l'autre entre chaque station, et des pilotes automatiques double sens permettant un fonctionnement dans les mêmes conditions dans les deux sens pour chaque voie ce qui est alors unique en Europe. Ce système permet avec un maximum de souplesse de procéder à l'entretien ou de gérer une interruption de trafic sur une des voies sans interrompre la circulation sur la ligne. L'ensemble est géré depuis un poste de commande centralisé (PCC).

### Ligne 1

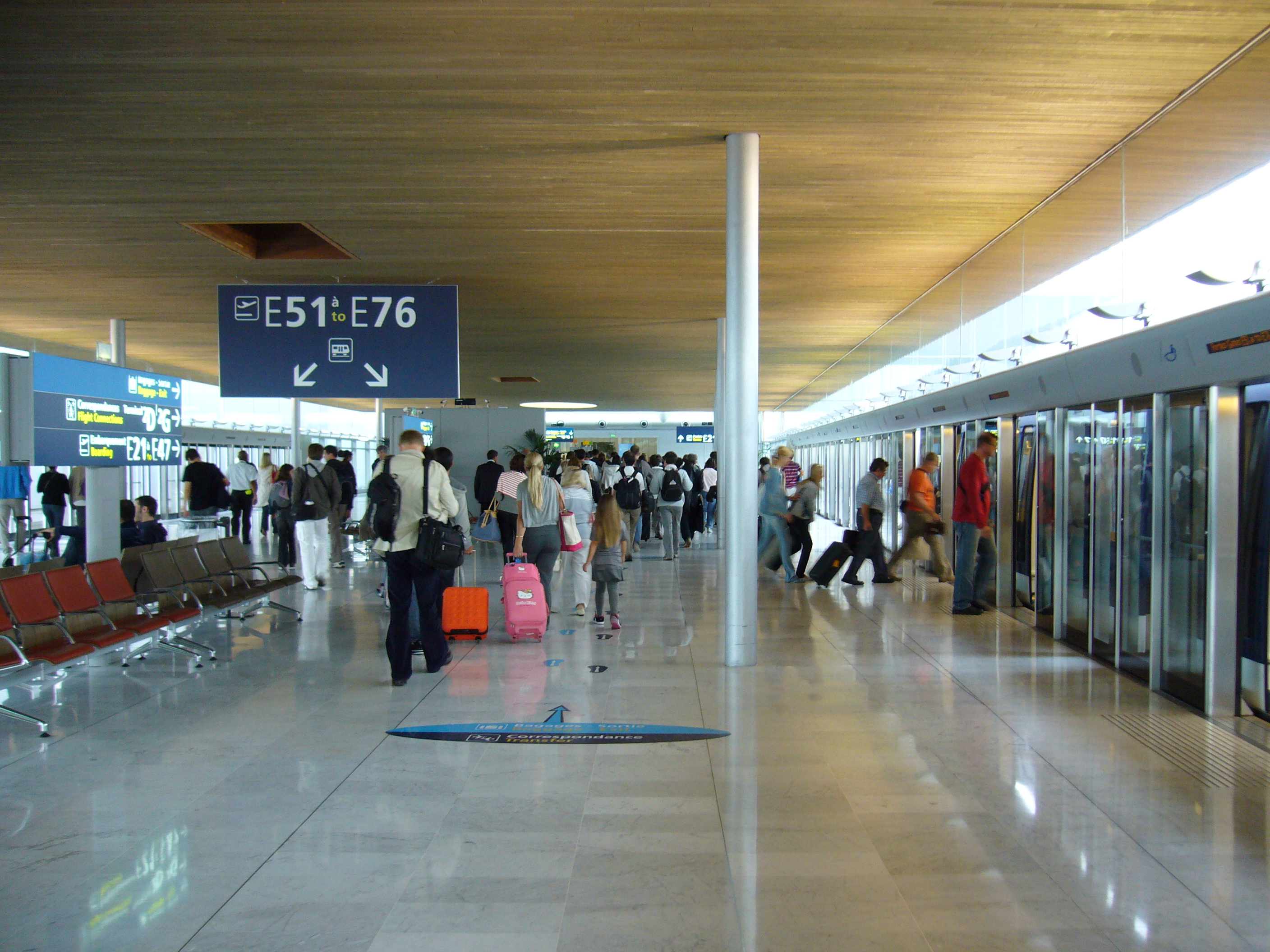
Station Terminal 2E de LISA.

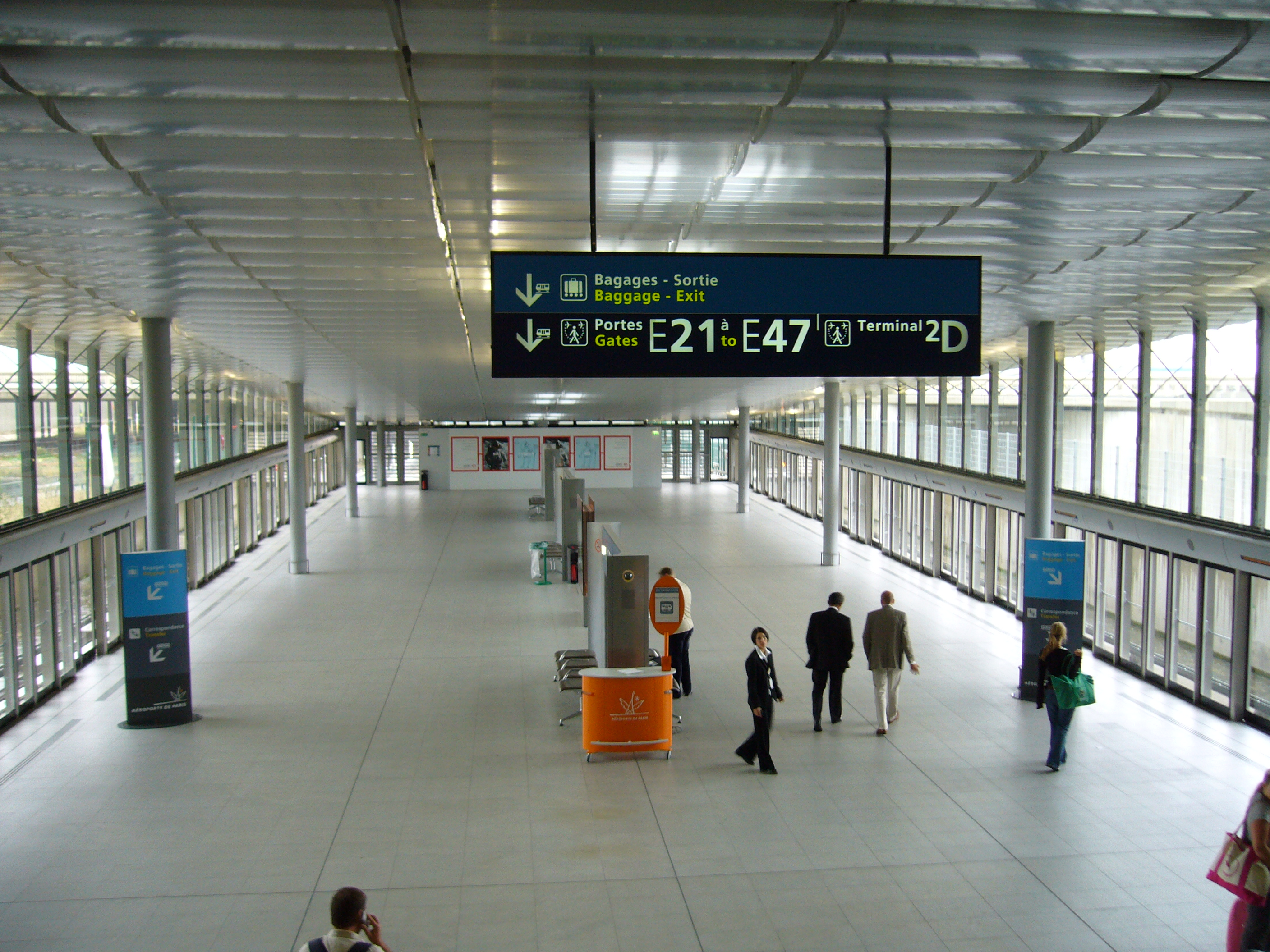
Station Satellite S3.

La première ligne fonctionne 7 jours sur 7. Aux heures de grande fréquentation, on compte un train toutes les quatre minutes pour une durée maximale de trajet de huit minutes (contre 25 minutes, voire plus, par le système antérieur de navettes routières), soit une vitesse commerciale d'environ 25 km/h, et une vitesse de pointe des rames de 70 km/h. La fréquence des rames est de cinq minutes de 4 h à 6 h 30, quatre minutes de 6 h 30 à 9 h 45, cinq minutes de 9 h 45 à 12 h, quatre minutes de 12 h à 15 h, cinq minutes de 15 h à 18 h, quatre minutes de 18 h à 21 h et cinq minutes de 21 h à 0 h 40.
Initialement exploitée 24 heures sur 24, le service nocturne de 1 h à 4 h est remplacé par un service de bus depuis le 2 mai 2013.
La circulation en situation normale se fait à droite, comme dans le métro de Paris.

### Ligne 2 -LISA
La seconde ligne dite LISA (Liaison Interne Satellite Aérogare) relie le satellite S4 et le satellite S3 (dit « La Galerie Parisienne ») au terminal 2E avec trois stations en zone réservée. Elle fonctionne de 4 h 30 à 0 h 30, 7 jours sur 7.
Le premier tronçon du satellite S3 au terminal 2E est ouvert depuis le 27 juin 2007. Le prolongement vers le nouveau satellite S4 est en service depuis le lundi 18 juin 2012.
Le VAL permet de parcourir les 1 100 mètres qui séparent le terminal 2E du satellite S4 en trois minutes. La ligne a une capacité de 7 900 passagers par heure voire 10 000 si nécessaire, avec une rame toutes les deux minutes,. La fréquence horaire selon les souhaits d'ADP varie entre 2 minutes et 35 secondes aux heures de pointe (de 5 h 30 à 7 h, de 8 h à 9 h 30 et de 11 h à 13 h 30) et cinq minutes aux heures creuses (en extrême matinée de 4 h 30 à 5 h 30). Le reste de la journée, la fréquence varie entre 3 minutes et 3 minutes et 35 secondes avec des temps d'arrêt variables selon les heures de la journée (temps d'arrêt allant de 36 secondes aux heures de pointe jusqu'à 70 secondes en extrême matinée).
L'entretien des onze rames de la ligne est effectué dans l'atelier, situé en arrière-gare du satellite S4, ouvert depuis le 15 avril 2011.

### Matériel roulant

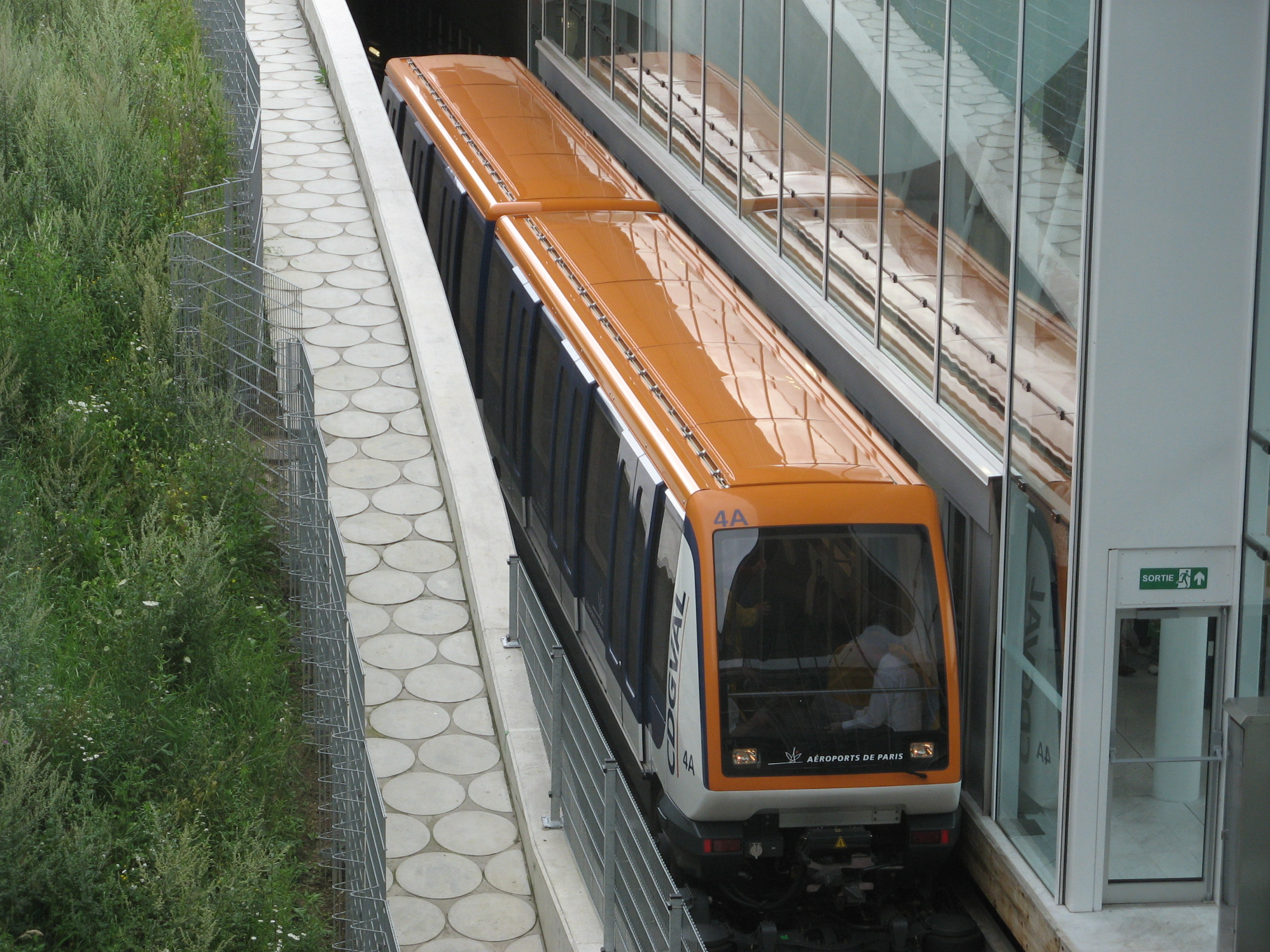
Rame no 4 (côté motrice 4A) du CDGVAL au Terminal 2 de l'aéroport Charles-de-Gaulle.

Ce service de transport est fondé sur le système VAL. Il comprend deux lignes parcourues par des rames VAL 208 NG et NG2 de deux voitures de vingt-six mètres de longueur.
Le parc de la ligne 1 est composé depuis son ouverture de sept rames : cinq rames VAL 208 NG en unité simple assurent le service continu, une reste en réserve en cas de défaillance et la septième est en maintenance au garage-atelier.
Le parc de la ligne 2 LISA est composé à sa mise en service de trois trains puis onze à la suite de son extension en 2012 : à la différence de la ligne 1, trois ou quatre trains VAL 208 NG2 en unités multiples assurent le service continu. En hyperpointe (de 5 h 30 à 7 h), un cinquième train VAL 208 NG2 en unités multiples peut être ajouté. Dans ce cas-là, le retournement des trains à la station Terminal 2E portes K s'effectue sur l'un des deux quais en alternat.
Chacune des rames est capable de transporter 120 passagers, soit un débit maximal théorique de 1 900 passagers par heure et par sens.
Les rames possèdent un aménagement intérieur adapté à leur vocation aéroportuaire par rapport à l'aménagement habituel des VAL 208 : il y a moins de places assises à cause du temps de parcours réduit et de la nécessité de dégager de la place pour les bagages des voyageurs. Elles possèdent également une autre différence : les rames de CDGVAL sont équipées de vidéo embarquée, directement reliée au PCC de la ligne, et qui lui permet de surveiller l'intérieur des véhicules.
| Numéros | Composition       | Modèle      | Mise en service | Ligne          | Particularités                                                                   |
| ------- | ----------------- | ----------- | --------------- | -------------- | -------------------------------------------------------------------------------- |
| 01-07   | 1A-1B à 7A-7B     | VAL 208 NG  | 2006            | Ligne 1        |                                                                                  |
| 08-12   | 8A-8B à 12A-12B   | VAL 208 NG  | 2007            | Ligne 2 (LISA) | Exploitation en unité multiple (six rames pouvant former jusqu'à trois convois). |
| 13-18   | 13A-13B à 18A-18B | VAL 208 NG2 | 2012            | Ligne 2 (LISA) | Exploitation en unité multiple (neuf rames pouvant former jusqu'à cinq convois). |

### Signalisation
Bien qu'automatique, le CDGVAL dispose d'une signalisation lumineuse utilisée notamment en cas de conduite manuelle à vue.

### Le personnel d'exploitation

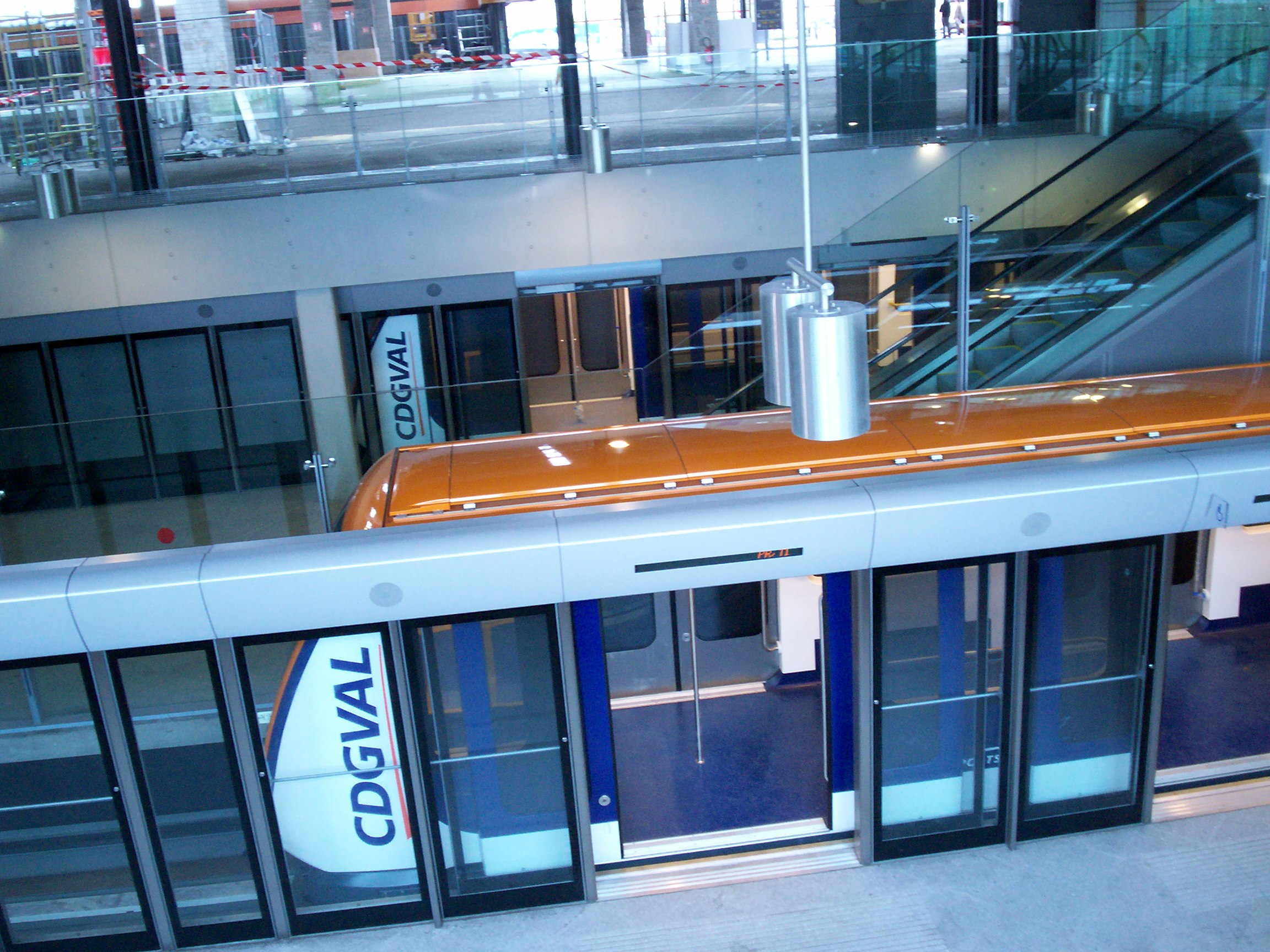
Deux rames de type VAL 208 NG en station Terminal 3 au cours de la période de marche à blanc.

Jusqu'en juin 2015, Aéroports de Paris avait confié le marché d'exploitation et de maintenance de CDGVAL à la société Aérosat, filiale à 85 % de Keolis et à 15 % de Siemens, pour une durée de six ans à compter de la mise en service, plus une tranche conditionnelle de trois années supplémentaires.
En janvier 2015, Aéroports de Paris annonce confier l'exploitation de CDGVAL à la société Transdev à partir de juin 2015. Keolis porte alors la décision devant le tribunal de grande instance de Paris afin de contester la régularité de cette attribution. En février 2015, le tribunal rend sa décision et confirme l'attribution pour une durée de sept ans renouvelable une fois pour trois ans du marché d'exploitation de CDGVAL à la société Transdev.
L'exploitant doit assurer une disponibilité de 99,5 %, Siemens indique dans une brochure de septembre 2015 dépasser ce taux pour atteindre les 99,8 %. Le contrat de l'exploitant s'arrête aux portes palières, les stations étant directement gérées par Paris Aéroport[réf. souhaitée].

### Financement

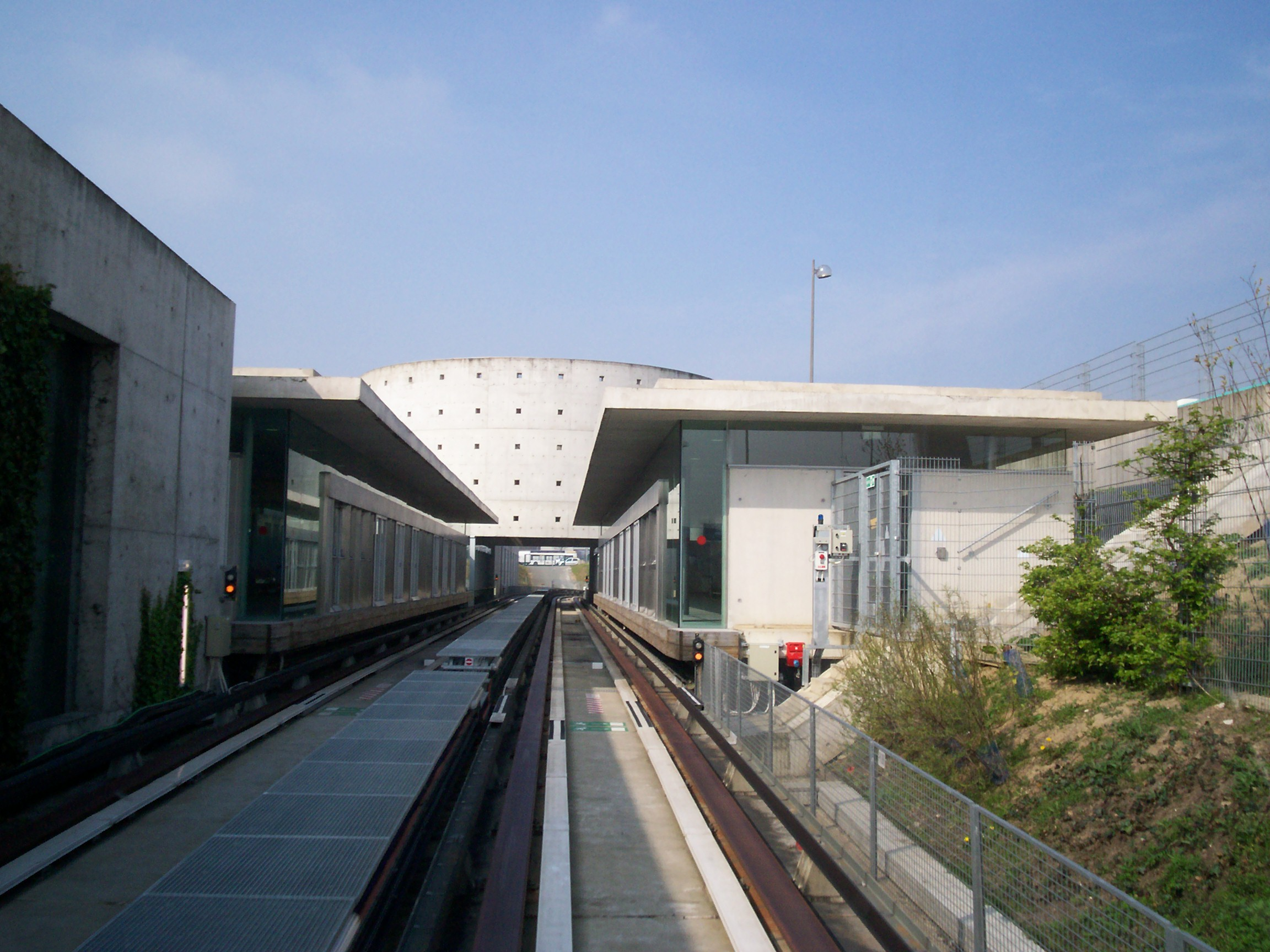
Station Parc PR.

Aéroport de Paris a investi 155 millions d'euros pour construire CDGVAL, l'exploitation se monte à un coût de fonctionnement de près de quatre millions d'euros par an. Le financement du fonctionnement des deux lignes, entretien, matériel et charges de personnel, est assuré par Aéroport de Paris.
L'utilisation des deux lignes est gratuite, la seconde n'étant cependant accessible qu'après un passage sous douane en possession d'un billet d'avion et d'une pièce d'identité valide au Terminal 2E en porte K, L et M.

### Trafic
Le CDGVAL a transporté dix millions de passagers durant sa première année d'exploitation complète, soit en moyenne 25 000 par jour, conformément aux prévisions établies, dont environ une moitié de salariés de l’aéroport,.
Les données ci-dessous sont des estimations, l'une des deux lignes ne comprenant pas de contrôle d'accès.
| Année | Nombre de voyageurs (en millions) | Année | Nombre de voyageurs (en millions) |
| ----- | --------------------------------- | ----- | --------------------------------- |
| 2007  | 6,8                               | 2015  | 13                                |
| 2008  | 10                                | 2016  | 13                                |
| 2009  | 10                                | 2017  | 19,2                              |
| 2010  | 10                                | 2018  | 22,4                              |
| 2011  | 10                                | 2019  | 24,5                              |
| 2012  | 11,3                              | 2020  | 6,5                               |
| 2013  | 12,6                              | 2021  | 2,5                               |
| 2014  | 13                                | 2022  | 9,74                              |

## Extensions

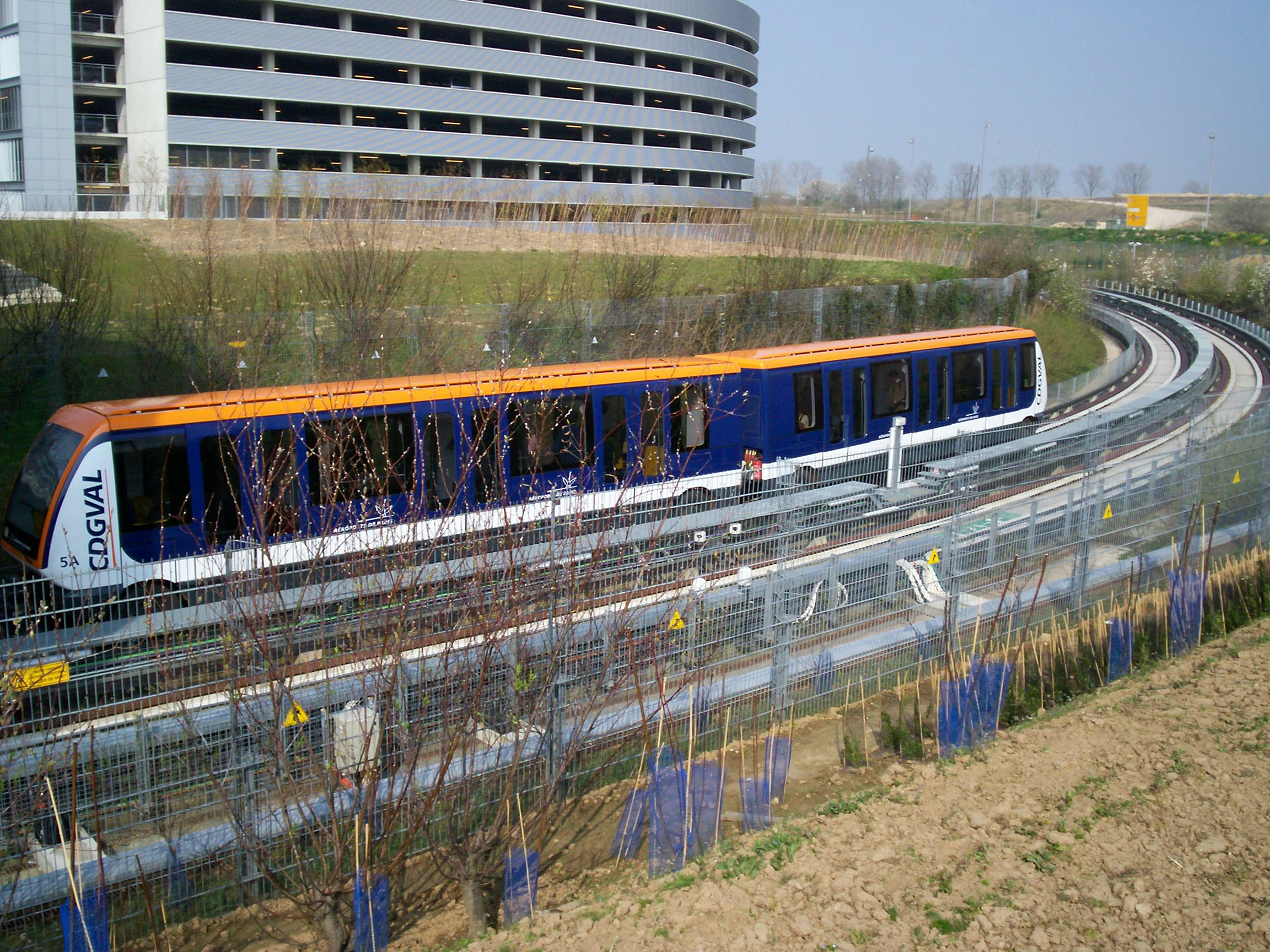
Rame VAL 208 NG arrivant à Parc PX en direction du Terminal 2 TGV RER.

Des mesures conservatoires permettent d'envisager une extension de la ligne 1 vers l'est, notamment une station 2E/2F (puis éventuellement vers le terminal régional 2G, la ligne 1 étant alors parallèle à la ligne 2).
Le plan de développement de Paris Aéroport comporte un important développement du système de transport de passagers jusqu'à l'horizon 2037. Ce plan considère en particulier l'arrivée de la ligne 17 du Grand Paris Express ainsi que la construction du terminal T4. Le réseau comporterait à terme les lignes suivantes :
- En zone publique :
  - La déviation au nord de la ligne 1 pour la desserte du terminal T4,
  - L'extension de la ligne 1 pour une desserte directe des halls A/B/C/D d'une part et E/F d'autre part du terminal T2,
- En zone réservée :
  - Une nouvelle ligne desservant les satellites S3 et S4, les halls E/F du terminal T2, le terminal T4 et à terme le terminal T1,
  - Une nouvelle branche desservant les halles A/B/C/D du terminal T2, depuis les satellites S3 et S4 et les halles E/F.

## Impact environnemental
Selon l'exploitant, la mise en service de CDGVAL, en supprimant les navettes bus antérieurement exploitées, a permis en un an d'économiser 750 tonnes de gazole, ainsi qu'une réduction de l'émission dans l'atmosphère de gaz à effet de serre, soit 15 tonnes d'oxyde d'azote et 2 000 tonnes de dioxyde de carbone. Toutefois cette réduction reste très marginale par rapport aux 3 700 tonnes d'oxyde d'azote et aux 3 000 000 tonnes environ de dioxyde de carbone produits par les seuls décollages et atterrissages en l'an 2000 (norme OACI LTO), les émissions provoquées par les avions représentant entre 75 et 85 % de la pollution globale de l'aéroport, selon les composants.

## Galerie de photographies

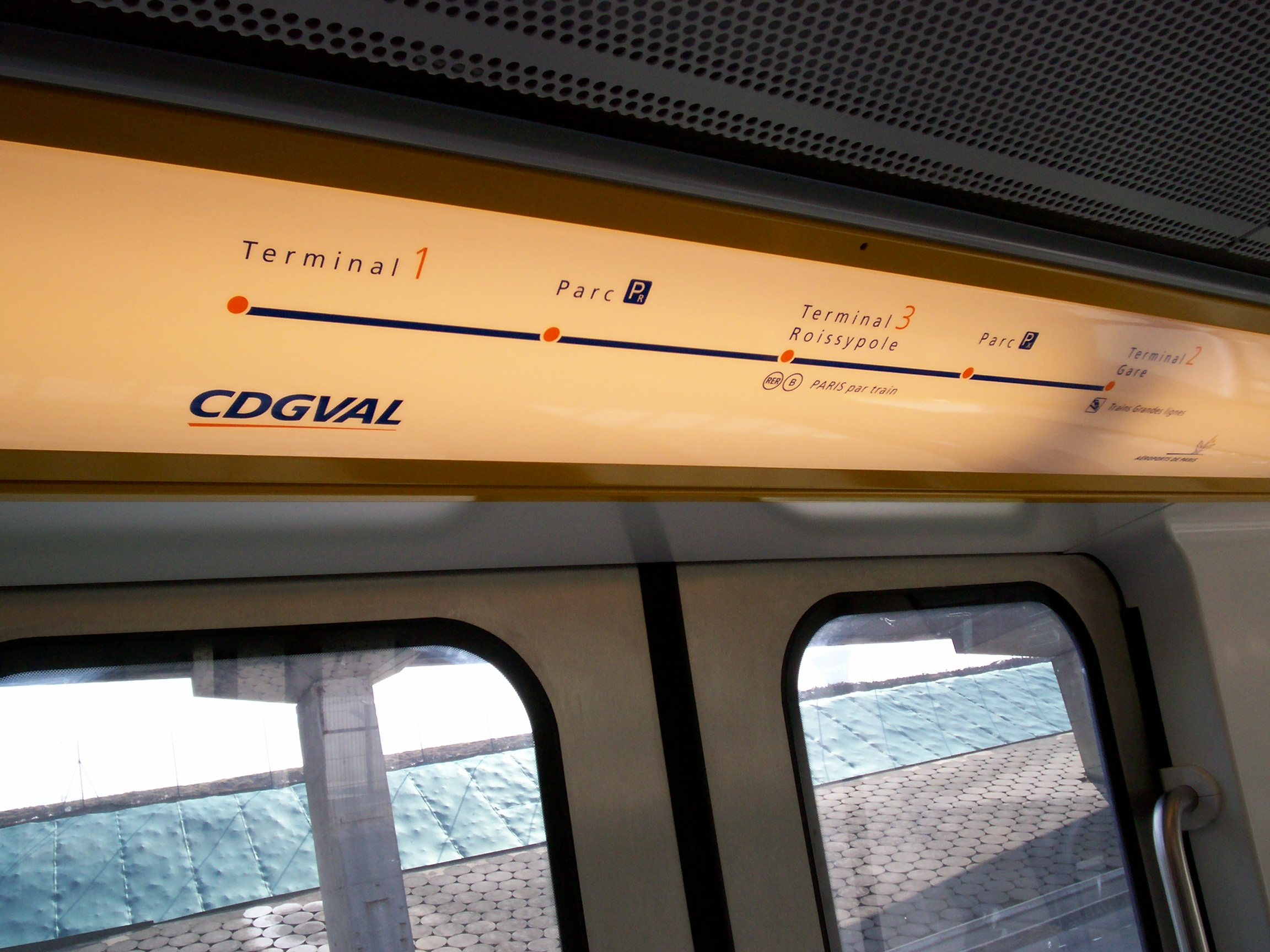
Plan de la ligne 1.
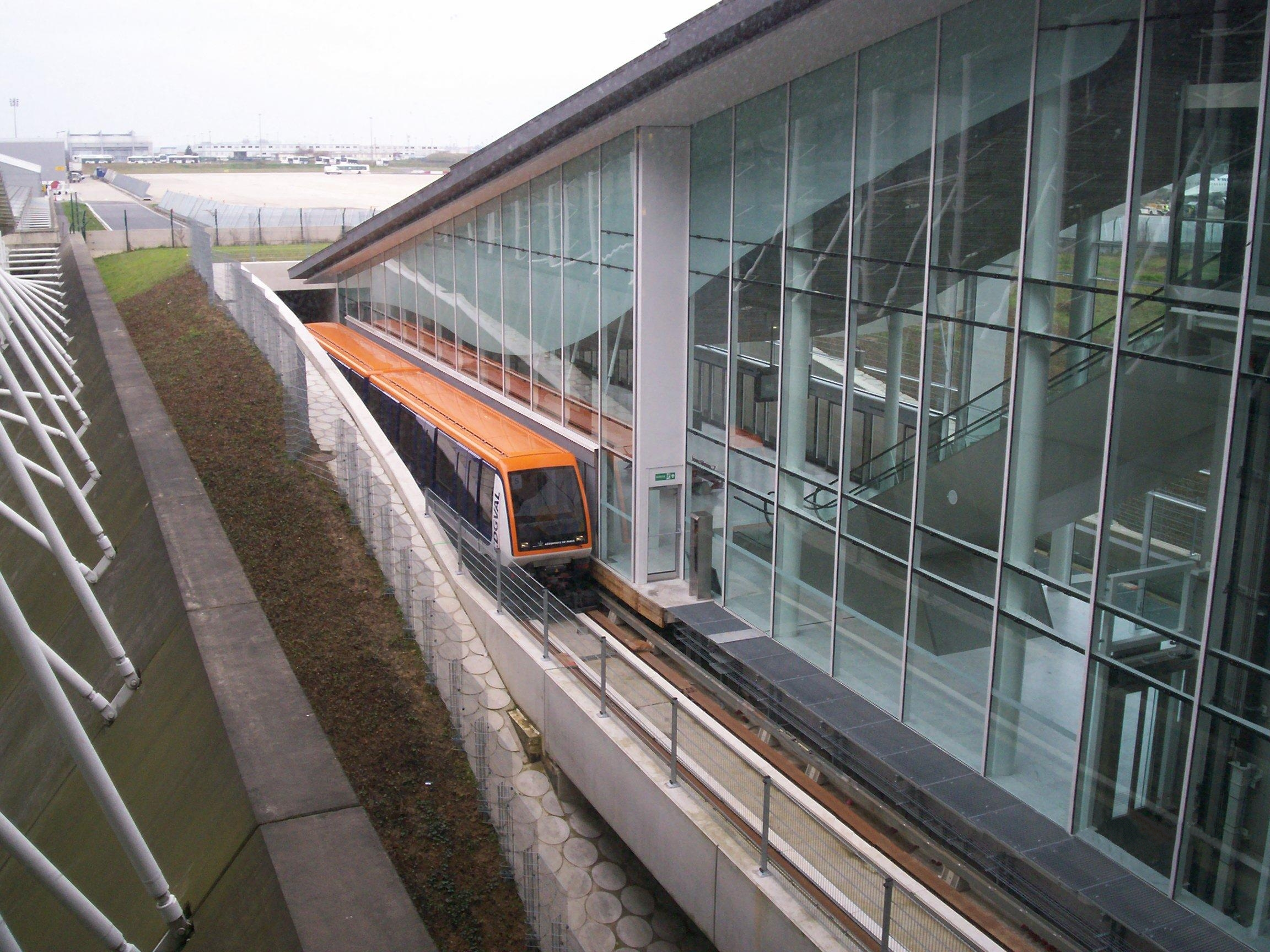
Ligne 1, station Terminal 2.
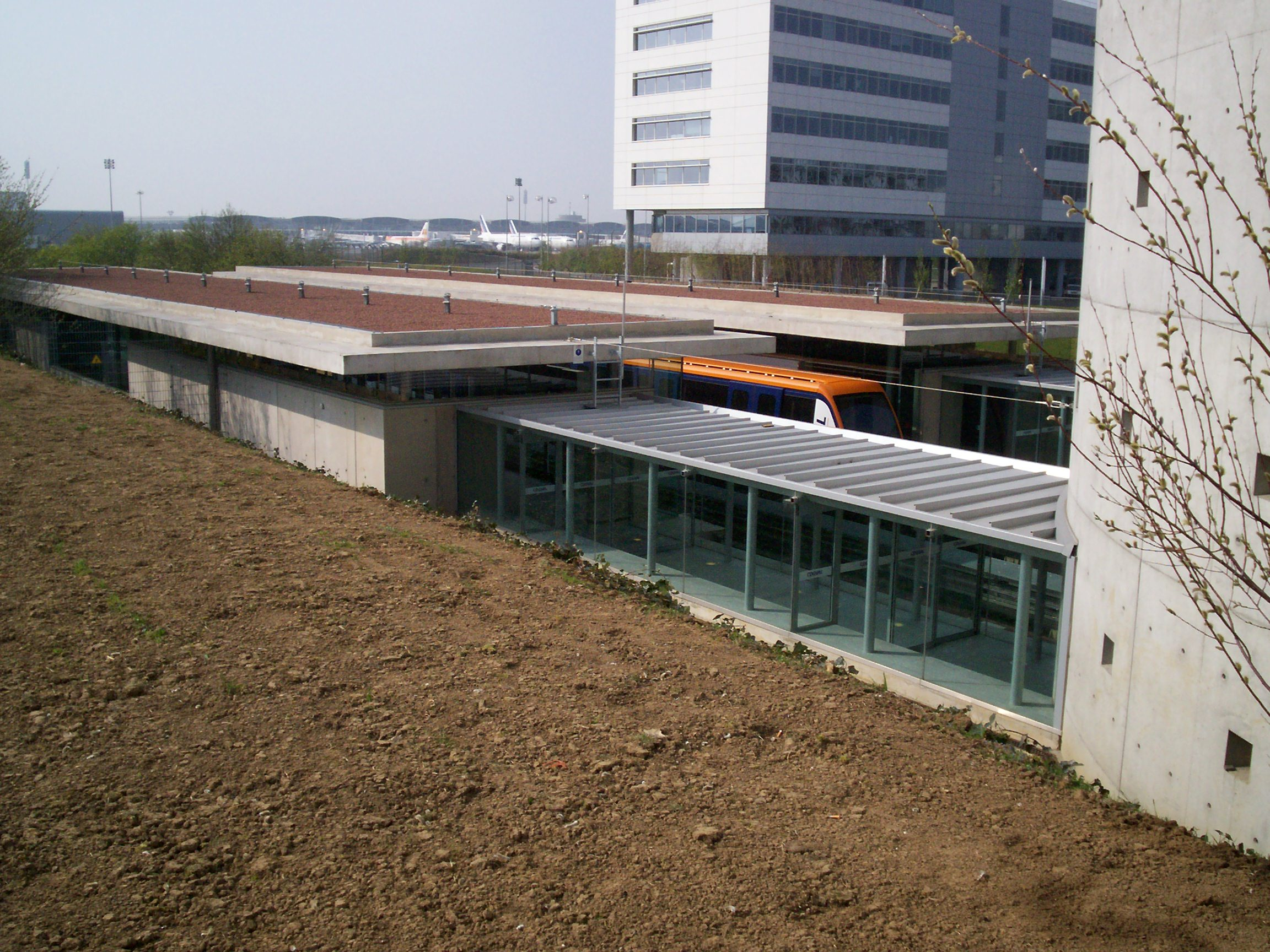
Ligne 1, station Parc PX.
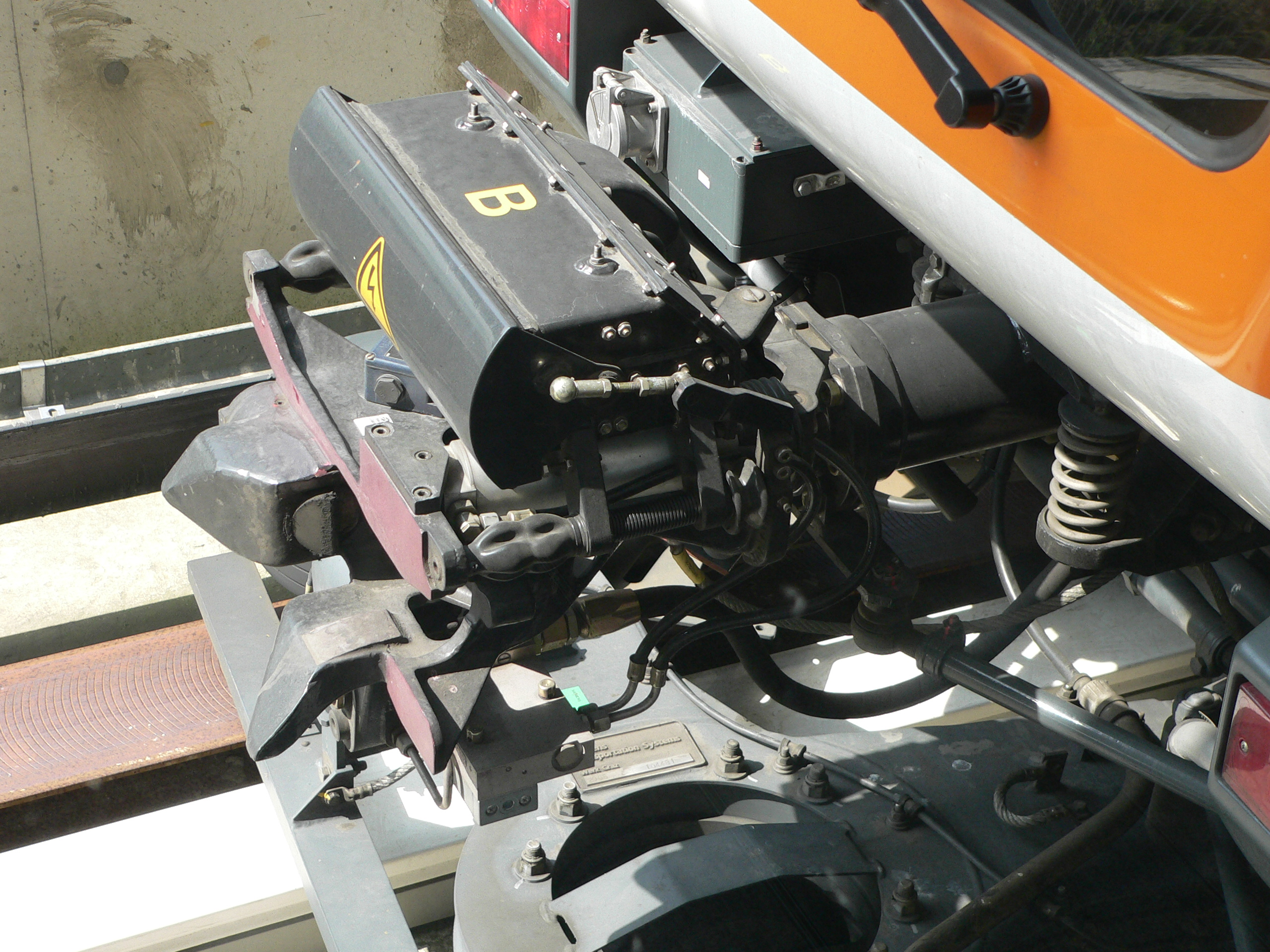
Attelage du CDGVAL.
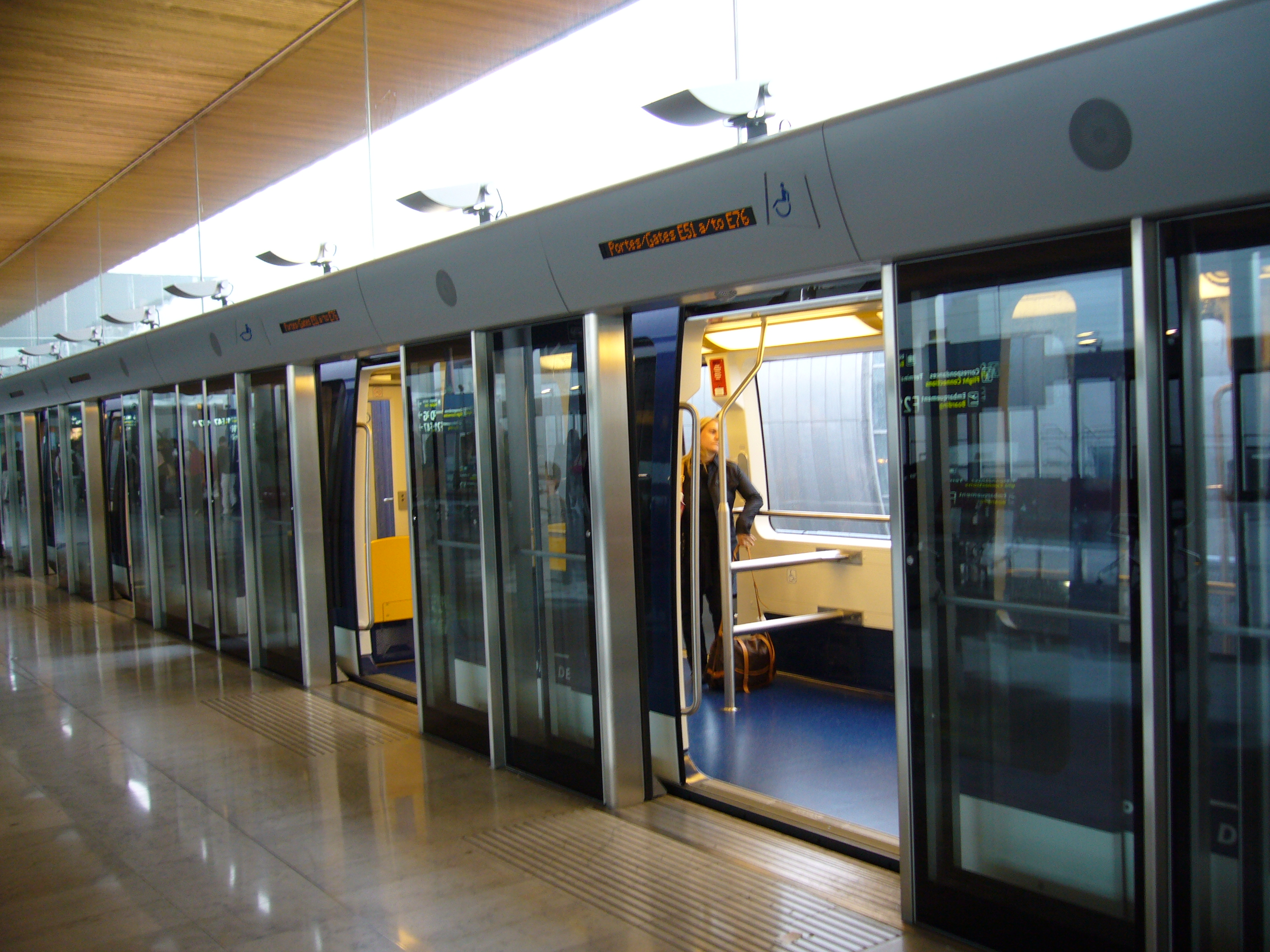
La ligne 2 ou LISA.